# Bruno Manser
Bruno Manser (sinh ngày 25 tháng 8 năm 1954, bị tuyên bố là đã chết 10 tháng 3 năm 2005) là một nhà hoạt động môi trường người Thụy Sĩ. Từ năm 1984 đến năm 1990, ông sống cùng với bộ tộc người Penan (bộ lạc thuộc Malaysia), Malaysia, cùng với họ tổ chức một số biểu tình chống lại các tập đoàn hai thác gỗ tại Malaysia. Sau khi ông nổi tiếng lên từ những hoạt động về rừng và thiên nhiên trong những năm 1990, ông tham gia vào công hoạt động cho bảo tồn rừng nhiệt đới và những con người quyền của người dân bản địa, đặc biệt là các Penan, những người gián tiếp mang ông ta vào cuộc xung đột với chính phủ Malaysia. Sau này, tên của ông cũng được sử dụng để thành lập tổ chức phi chính phủ (NGO) tại Thụy Sĩ - Quỹ Bruno Manser trong năm 1991. Ông mất tích trong chuyến hành trình cuối cùng, vào ngày 25 tháng 5 năm 2000 và được cho là đã chết.

## Bộ phim
Manser làm một bộ phim tài liệu:
- Cao lương - MỘT bộ Phim của Bruno Manser (năm 1997), một tài liệu của nền văn hóa của các Penan.

Một số phim tài liệu đã được thực hiện về anh ta. Họ là:
- Ống thổi và xe Ủi đất (1988)
- Tong Tana - En resa till Borneos inre (năm 1989) (Trong Rừng - Một cuộc hành Trình đến trái tim của Borneo)
- May Mắn Người Quốc tế (Năm 1998)
- Tong Tana 2 - Các Thiên Đường Bị Mất (Năm 2001)
- Bruno Manser - LakiPenan (2007)